# アルファオーエムシー
株式会社アルファオーエムシーは、かつて存在したオーエムシーカード（現・セディナ）の消費者金融子会社。貸金業登録番号(関東財務局長　第01247号)。本社は東京都墨田区菊川3丁目17番2号にあった。現在は親会社に吸収合併。 

## 沿革
- 2006年4月 - 金融庁の厳しい指導・業務停止命令を受ける。
  - 金融庁は4月24日から5月18日までの25日間、債権回収をする管理センターの業務停止命令（弁済の受領などを除く）を出した。担当者3人が昨年11月、3日間にわたり合計6回、債務者の妻に電話をかけ、借金の一括返済などを迫ったことが貸金業規制法に違反する過剰な取り立て行為に当たると判断した。
- 2007年2月1日 - オーエムシーカードに吸収合併。有人店舗は1月15日に全店閉鎖、無人のATMも4月30日に停止。